# トヨタ・R型エンジン
トヨタ・R型エンジン（トヨタ・Rがたエンジン）は、トヨタ自動車の水冷直列4気筒ガソリンエンジンの系列である。
誕生から約40年にも渡り、乗用車、ライトバン、バス、トラック、四輪駆動車からレーシングカーに至るまで幅広く使われた、トヨタを代表するエンジン。

## 概要
R型と一括りにされているが、初期の設計のエンジンと最終期の頃のエンジンとは全く別物で、メーカーのR型への愛着から命名されている。
排気量は1,500cc～2,400ccのバリエーションが有り、弁機構に関してはOHV、SOHC、DOHCと幅広い。
1970年にT型（1.8L以下の性能強化）、1981年にS型(2代目)（2.4L以下の乗用タイプ用）、1982年にY型と1989年にRZ型（SUV・商用タイプ用）とそれぞれの役割毎の新機種に切り替わっていった。

### 開発に至る経緯
トヨタ自動車では1947年に小型自動車用エンジンとして1000cc級・サイドバルブ式4気筒のS型(初代)を開発し、トヨペット・SB型トラックに搭載して発売した。だがこのS型は出力27HPに過ぎず、当初から力不足が指摘されていた。
そこでトヨタ自動車は1948年、水冷4気筒サイドバルブ式のまま排気量を1.5Lクラスに増大したP型エンジン（後に量産されたOHVのP型とはまったく別のもの）を試作、出力向上に取り組み始めた。この試作P型は40.5HP/3,800rpmの性能であったという。しかしサイドバルブ式では性能向上が難しいとの判断から、既に大型車エンジンで経験があり、効率にも勝るOHV方式に移行した。
1951年1月には、第一次試作R型エンジンが完成し、SB型トラックシャーシに搭載しての実車試験が行われた。この時点のR型は、ボア×ストロークを75mm×82mmのややロングストローク気味とした設定で、1,449cc、出力44.6HP/4,000rpmの性能であった。これを改良し、1952年3月に設計が完了、量産の準備が始められていた。
しかし同年5月、トヨタ自動車工業専務で技術面を指揮していた豊田英二は、当時の諸外国の新型エンジンでストロークを短くして高速回転向けとしたスクエア型やオーバースクエア型のレイアウトが広く用いられつつある潮流を踏まえ、エンジンの低重心化なども考慮して、R型のレイアウトをスクエア型に設計変更するよう指示した。これを受けて、ボア×ストロークを77mm×78mmのほぼスクエア型に変更する再設計が1952年8月に完成した。
技術的には、当時のヨーロッパ製小型車エンジンよりも、シボレーのコピーで戦前から生産していた初代B型6気筒エンジンからの影響が大きく、初期の外観は、B型を4気筒にして縮小したような姿であった。アメリカのカーター社の設計をコピーしたダウンドラフトキャブレター、ベローズ式サーモスタット、濾紙式エアクリーナーや、オイルポンプによる全圧送潤滑なども、B型同様の流儀である。

## 生産期間
- 国内向け：1953年9月 - 1993年5月

## 系譜
- エンジン型式一覧の自動車用エンジンの系譜を参照。

## 型式

### R
- 生産期間
  - 1953年9月 - 不明

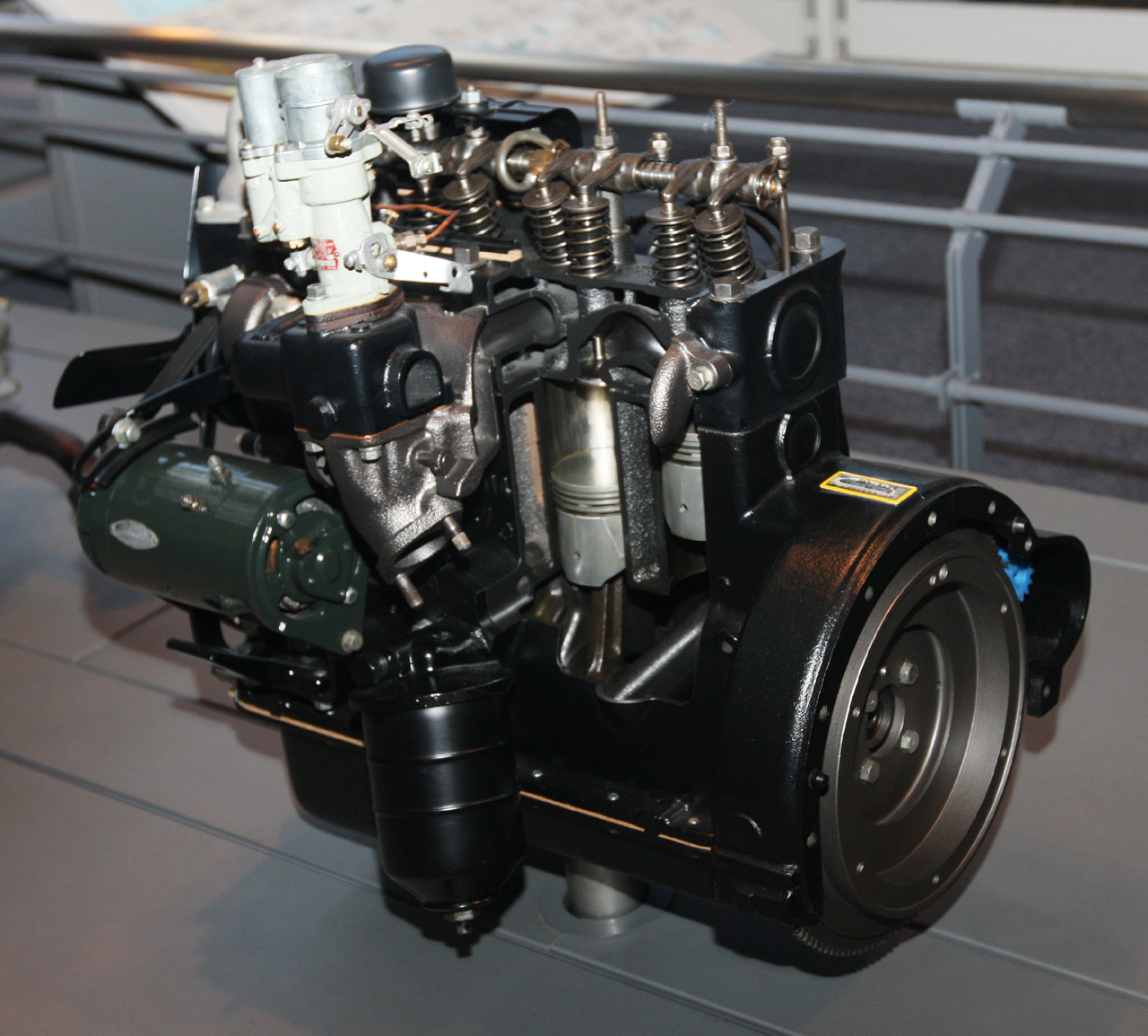
R型エンジン

- 種類：OHV 8バルブ シングルキャブレター
- 排気量：1.453L
- 内径×行程：77.0×78.0(mm)
- 圧縮比：6.8
- 参考出力：48ps/4,000rpm
- 参考トルク：10.0kg・m/2,400rpm
- 重量：155kg
- 搭載車種（車両型式）
  - （初）トヨペット・スーパーRHK型（関東自動車工業製ボディ）
  - （初）トヨペット・スーパーRHN型（中日本重工業 → 新三菱重工業製ボディ）
  - トヨペット・トラックRK型 - 1953年10月[1]
  - 初代トヨペット・クラウン（RS/RS20/RS21）
  - トヨペット・マスター（RR型）
  - 初代トヨペット・マスターライン（RR16/16V）
  - 2代目トヨペット・マスターライン（RS26/26V/27/27V）
  - 2代目トヨペット・コロナ（RT20）
  - 2代目トヨペット・コロナライン（RT26/26V）
- 1953年時点における日本の小型自動車規格の上限である1,500cc級エンジンとして開発された。それまで1,000cc級サイドバルブ・30ps足らずのS型エンジン搭載で非力さに悩まされていたトヨペット各車の出力を大幅に向上させた。
- 当時の自動車エンジンは材質の悪さや表面処理の未熟、砂塵などの影響でシリンダー内の磨耗が激しく、定期的にヘッドを開いて内部研削を施したうえで金属筒（シリンダーライナー）を打ち込み、その内側を研削して規定排気量とクリアランスを得る「ボーリング作業」が必須であった。初期のR型が敢えて1,453ccという半端な排気量を採用しているのは、ボーリング時の研削マージンとなる厚みをエンジンブロックにあらかじめ与えているからである[要出典]。後年には材質改善や表面加工技術向上で、ボーリングを要さなくなり、排気量も規格ぎりぎりまで増やせるようになった。[要出典]。

### 2R
- 種類：OHV 8バルブ シングルキャブレター
- 排気量：1.490L
- 内径×行程：78.0×78.0(mm)
- 圧縮比：8.0
- 参考出力：70ps/5,000rpm
- 参考トルク：11.5kg・m/2,600rpm
- 搭載車種（車両型式）
  - （初）3代目コロナ（RT40）
  - トヨペット・ライトスタウト
  - 4代目コロナ（RT80）

### 3R

#### 3R

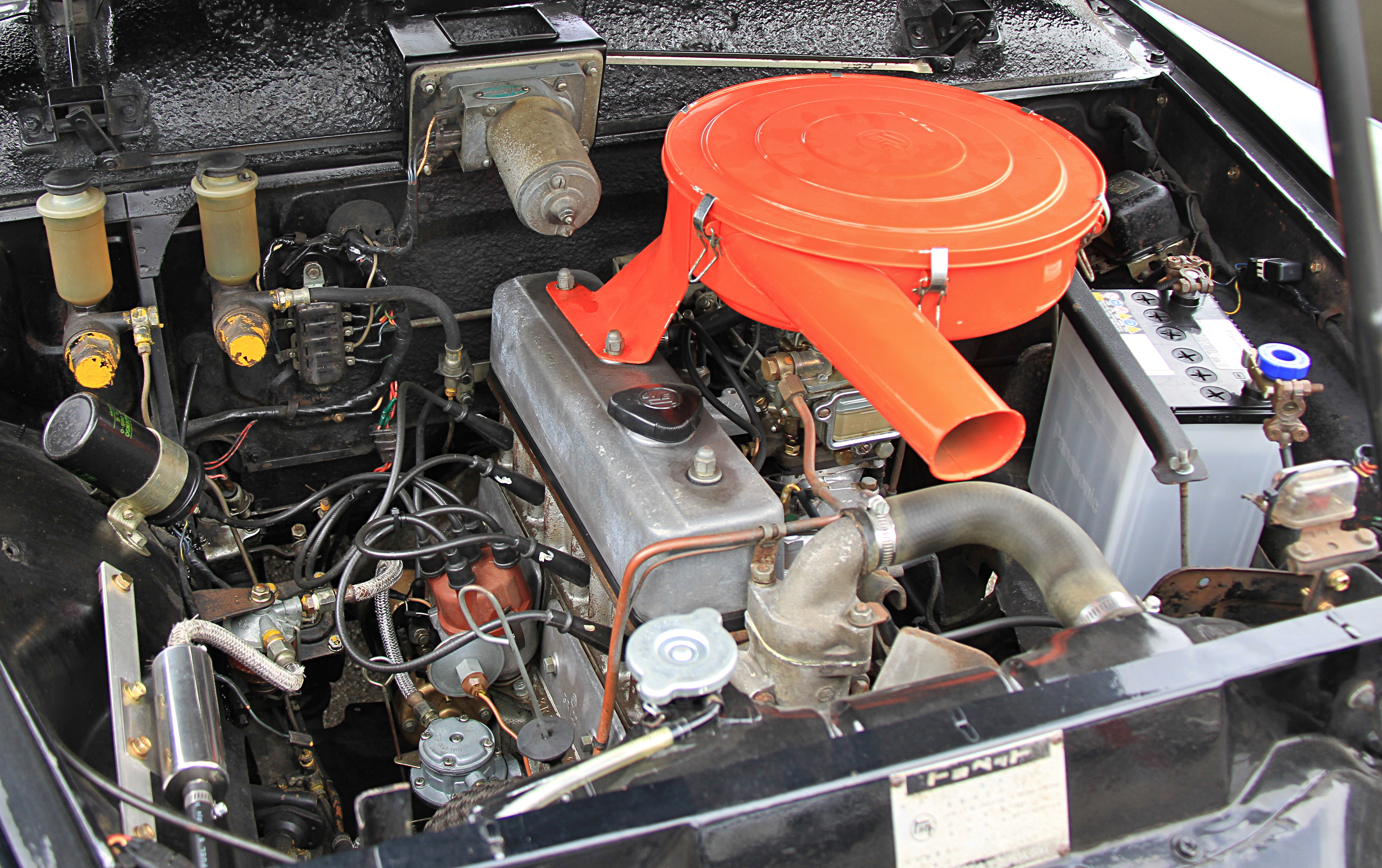
3R型エンジン

- 種類：OHV 8バルブ シングルキャブレター
- 排気量：1.897L
- 内径×行程：88.0×78.0(mm)
- 圧縮比：8.0
- 参考出力：90ps/5,000rpm
- 参考トルク：14.5kg・m/3,400rpm
- 搭載車種（車両型式）
  - （初）初代トヨペット・クラウン（RS31）
  - 2代目トヨペット・クラウン（RS40他）
  - 2代目トヨペット・マスターライン（RS37/37V）
  - 2代目トヨペット・マスターライン（RS46/46V）
  - スタウト（RK100）
  - 初代ティアラ（RT30L）

#### 3R-B
- 種類：OHV 8バルブ キャブレター
- 排気量：1.897L
- 内径×行程：88.0×78.0(mm)
- 搭載車種（車両型式）
  - ダイナ（RK70、80、90、170系）、ライトバス（RK95B、160B、170B）

### 4R
- 種類：OHV 8バルブ ツインキャブレター
- 排気量：1.587L
- 内径×行程：80.5×78.0(mm)
- 圧縮比：9.2
- 参考出力：90ps/5,800rpm
- 参考トルク：12.8kg・m/4,200rpm
- 搭載車種（車両型式）
  - （初）3代目コロナ1600S（RT41）

### 5R

#### 5R
- 排気量：1.994L
- 内径×行程：88.0×82.0(mm)
- スペック(LPG):86ps(64kW)5,000rpm　15.0kg・m(147N・m)2,400rpm
- 搭載車種（車両型式）
  - （初）3代目クラウンオーナースペシャル（RS50B）・スタンダード（RS50）
  - スタウト（RK101)
  - トヨエース　(RY20)
  - クラウン営業車（LPG仕様）が3～6代目に搭載された。
  - コロナ営業車（LPG仕様）が6代目に搭載された。コロナのみ5Rエンジン唯一のAT車も設定された。

#### 5R-U
- 排気量：1.994L
- 内径×行程：88.0×82.0(mm)
- 搭載車種（車両型式）
  - スタウト（RK110,1979～1986）

### 6R

#### 6R
- 種類：SOHC 8バルブ シングルキャブレター
- 排気量：1.707L
- 内径×行程：86.0×73.5(mm)
- 参考出力：95ps/5,500rpm
- 参考トルク：14.5kg・m/3,800rpm
- 搭載車種（車両型式）
  - （初）4代目コロナ2ドアハードトップ（RT94）
  - 4代目コロナ1700DX（RT84）
  - 2代目マークII

#### 6R-B
- 種類：SOHC 8バルブ ツインキャブレター
- 排気量：1.707L
- 内径×行程：86.0×73.5(mm)
- 搭載車種（車両型式）
  - （初）4代目コロナ2ドアハードトップ（RT94）
  - 4代目コロナ1700SL（RT84）

### 7R

#### 7R
- 種類：SOHC 8バルブ シングルキャブレター
- 排気量：1.591L
- 内径×行程：86.0×68.5(mm)
- 参考出力：85ps/5,500rpm
- 参考トルク：12.5kg・m/3,800rpm
- 搭載車種（車両型式）
  - （初）3代目コロナ・ゴールデンシリーズ
  - 初代コロナマークII（RT60）
  - 4代目コロナ

#### 7R-B
- 種類：SOHC 8バルブ ツインキャブレター
- 排気量：1.591L
- 内径×行程：86.0×68.5(mm)
- 圧縮比：9.5
- 参考出力：100ps/6,200rpm
- 参考トルク：13.6kg・m/4,200rpm
- 搭載車種（車両型式）
  - （初）3代目コロナ・ゴールデンシリーズ
  - 初代コロナマークII（RT60）
  - 4代目コロナ

### 8R

#### 8R

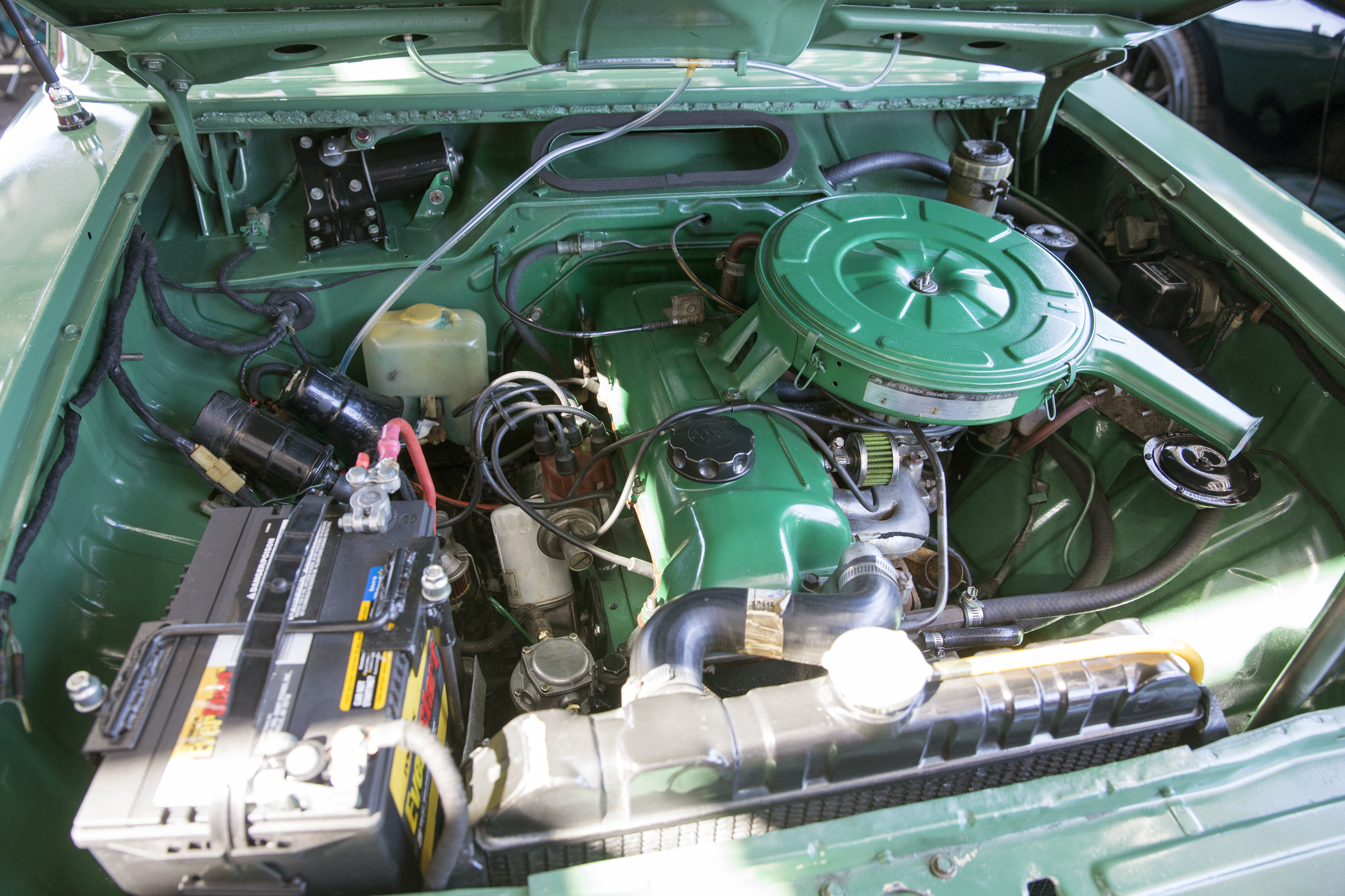
8R型エンジン

- 種類：SOHC 8バルブ シングルキャブレター
- 排気量：1.858L
- 内径×行程：86.0×80.0(mm)
- 参考出力：100ps/5,500rpm
- 参考トルク：15.0kg・m/3,600rpm
- 搭載車種（車両型式）
  - （初）初代コロナマークII
  - 4代目コロナ

#### 8R-B
- 種類：SOHC 8バルブ ツインキャブレター
- 排気量：1.858L
- 内径×行程：86.0×80.0(mm)
- 参考出力：110ps
- 搭載車種（車両型式）
  - （初）初代コロナマークII
  - 4代目コロナ

#### 8R-G
「10R (8R-G) 」を参照

### 9R
トヨタ初の「4気筒DOHC」エンジン

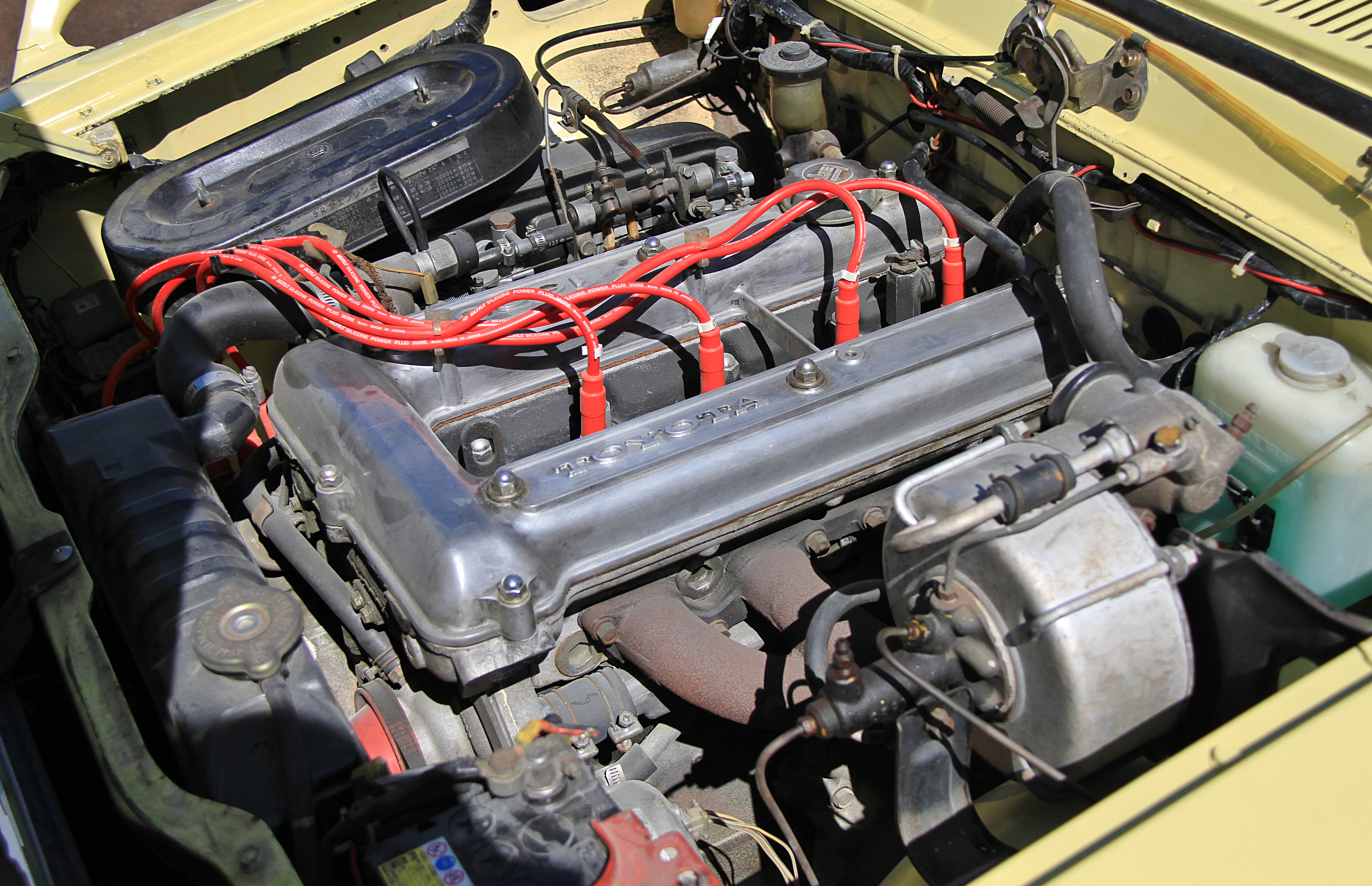
トヨタ・1600GT専用に開発された9R型エンジン

- 種類：DOHC 8バルブ ツインキャブレター
- 排気量：1.587L
- 内径×行程：80.5×78.0(mm)
- 圧縮比：9.0
- 参考出力：110ps/6,200rpm
- 参考トルク：14.0kg・m/5,000rpm
- 搭載車種（車両型式）
  - （初）トヨタ・1600GT（RT55）5速ミッションGT5 4速ミッションGT4

### 10R (8R-G)
- 種類：DOHC 8バルブ ツインキャブレター
- 排気量：1.858L
- 内径×行程：86.0×80.0(mm)
- 圧縮比：9.7
- 参考出力：140ps/6,400rpm
- 参考トルク：17.0kg・m/5,200rpm
- 搭載車種（車両型式）
  - （初）初代コロナマークII 1900GSS（RT75）

### 12R

#### 12R
- 種類：OHV 8バルブ シングルキャブレター
- 排気量：1.587L
- 内径×行程：80.5×78.0(mm)
- 搭載車種（車両型式）
  - 4代目コロナ
  - トヨエース (RY20)

#### 12R-U
- 種類：OHV 8バルブ シングルキャブレター 触媒
- 排気量：1.587L
- 内径×行程：80.5×78.0(mm)
- 搭載車種（車両型式）
  - 5代目コロナ（RT100）（LPG仕様）

#### 12R-J
- 種類：OHV 8バルブ シングルキャブレター
- 排気量：1.587L
- 内径×行程：80.5×78.0（㍉）
- 圧縮比：8.5
- 参考出力：80ps/5,200rpm
- 参考トルク：12.5kg・m/3,000rpm
- 搭載車種（車両型式）
  - ダイハツ・タフト（グラン）F-20
  - トヨタ　ハイエースH-RH11　H-RH20V(B)、30V(B)、40V(B)
  - トヨタ　タウンエースH-RR10,20
  - トヨタ　ハイラックスH-RN30,40

### 16R

#### 16R
- 種類：SOHC 8バルブ シングルキャブレター
- 排気量：1.808L
- 内径×行程：88.5×73.5(mm)
- 圧縮比：8.5
- 参考出力：105ps/5,600rpm
- 参考トルク：15.0kg・m/3,800rpm
- 搭載車種（車両型式）
  - 5代目コロナ（RT102）
  - 2代目マークII

#### 16R-B
- 種類：SOHC 8バルブ ツインキャブレター
- 排気量：1.808L
- 内径×行程：88.5×73.5(mm)
- 搭載車種（車両型式）
  - 5代目コロナ（RT102）

#### 16R-U
- 種類：SOHC 8バルブ シングルキャブレター 触媒
- 排気量：1.808L
- 内径×行程：88.5×73.5(mm)
- 搭載車種（車両型式）
  - 初代カリーナ（RA10、RA16）
  - 5代目コロナ（RT102）

#### 16R-J
- 種類：SOHC 8バルブ シングルキャブレター
- 排気量：1.808L
- 内径×行程：88.5×73.5(mm)
- 搭載車種（車両型式）
  - 5代目コロナバン（RT108V）

### 18R

#### 18R
- 種類：SOHC 8バルブ シングルキャブレター
- 排気量：1.968L
- 内径×行程：88.5×80.0(mm)
- 圧縮比：8.5
- 参考出力：110ps/5,500rpm
- 参考トルク：16.5kg・m/3,600rpm
- 搭載車種（車両型式）
  - 2代目マークII（RX10）
  - 初代カリーナ（RA11、RA15）

#### 18R-B
- 種類：SOHC 8バルブ ツインキャブレター
- 排気量：1.968L
- 内径×行程：88.5×80.0(mm)
- 搭載車種（車両型式）
  - 2代目マークII
  - 4代目コロナ

#### 18R-E

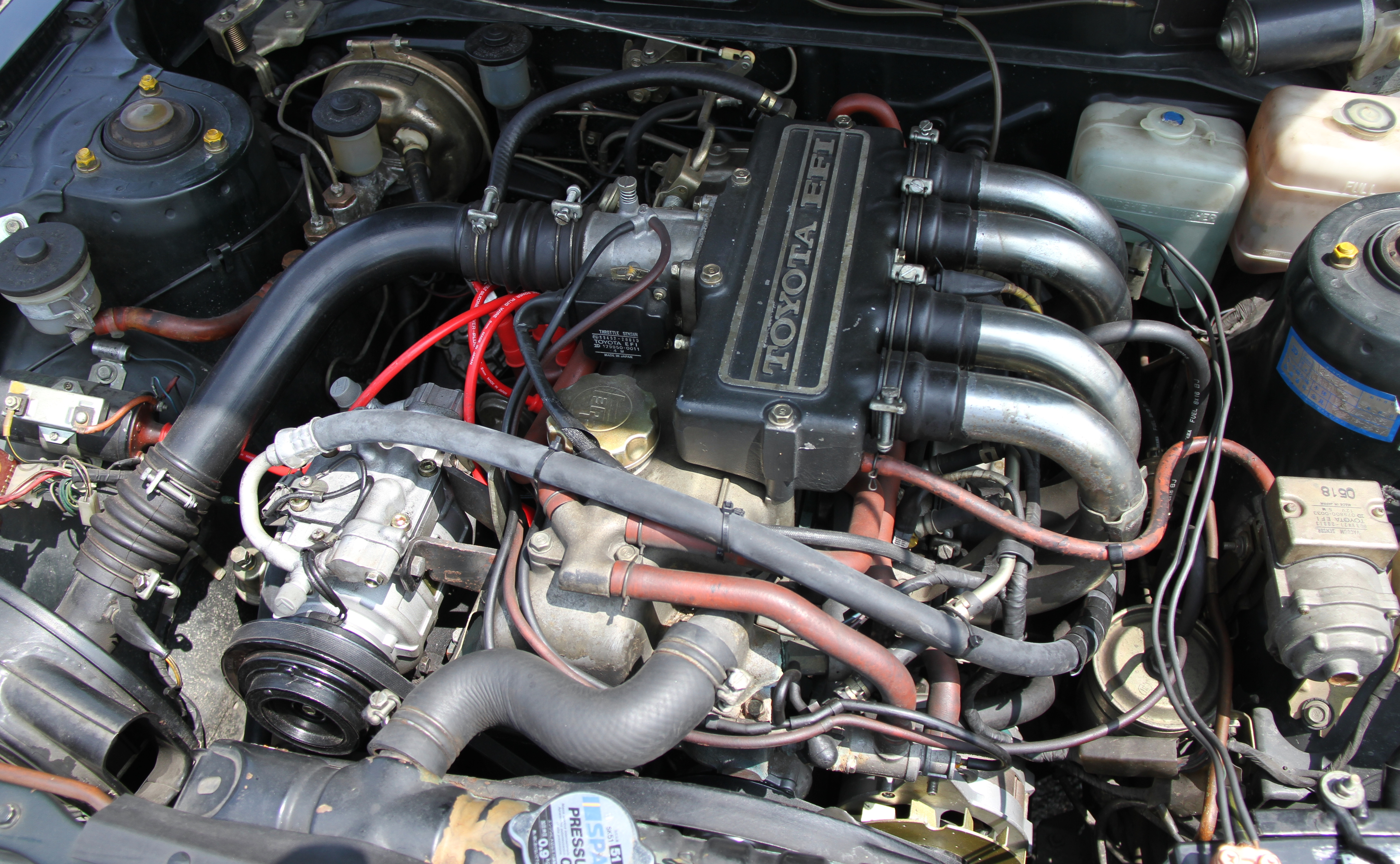
18R-E

トヨタ初の「EFI（電子制御式燃料噴射装置）」採用エンジン
- 種類：SOHC 8バルブ EFI
- 排気量：1.968L
- 内径×行程：88.5×80.0(mm)
- 搭載車種（車両型式）
  - （初）マークII 20系 2000GSL・EFI
  - 4代目コロナ2000SL・EFI
  - 5代目コロナ（RT104）
  - 初代カリーナ（RA11、RA15）

#### 18R-U
- 種類：SOHC 8バルブ シングルキャブレター 触媒
- 排気量：1.968L
- 内径×行程：88.5×80.0(mm)
- 参考出力：100ps/5,500rpm
- 参考トルク：15.5kg・m/3,600rpm
- 搭載車種（車両型式）
  - 5代目コロナ（RT122）
  - 2代目カリーナ、セリカ（RA40）

#### 18R-G

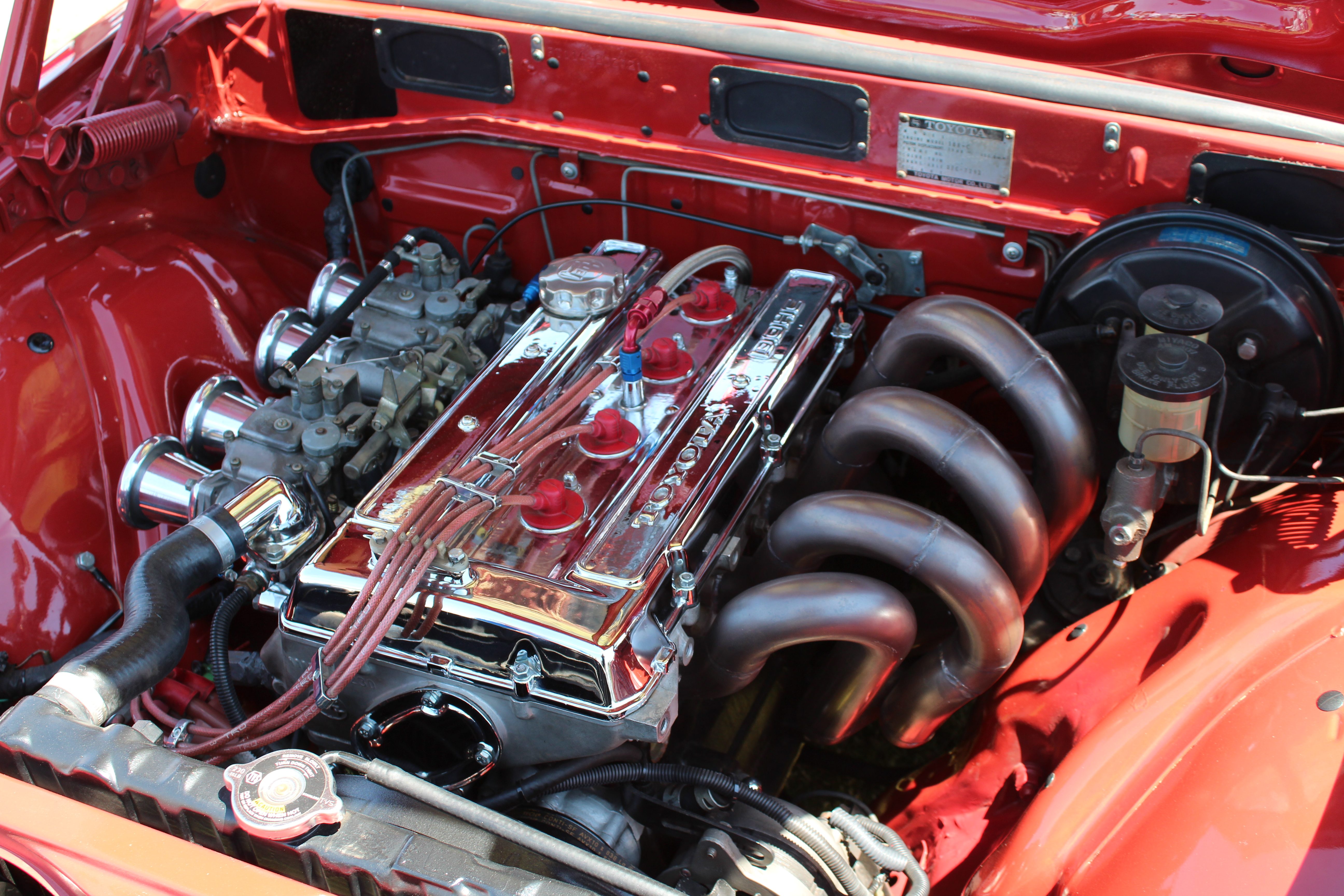
18R-G

- 種類：DOHC 8バルブ ツインキャブレター
- 排気量：1.968L
- 内径×行程：88.5×80.0(mm)
- 圧縮比：9.4
- 参考出力：145ps/6,400rpm
- 参考トルク：18.0kg・m/5,200rpm
- 搭載車種（車両型式）

- - 2代目マークII 2000GSS (RX22)[2]
  - 初代セリカ リフトバック 2000GT
  - 5代目コロナ2000GT
  - 初代カリーナ（RA11、RA15）

#### 18R-GR
「18R-G」のレギュラーガソリン仕様
- 種類：DOHC 8バルブ ツインキャブレター レギュラーガソリン仕様
- 排気量：1.968L
- 内径×行程：88.5×80.0(mm)
- 参考出力：140ps
- 参考トルク：17.2kg・m[3]
- 搭載車種（車両型式）
  - 2代目マークII 2000GSS (RX22)
  - 初代カリーナ（RA11、RA15）

#### 18R-GU
- 種類：DOHC 8バルブ ツインキャブレター 触媒
- 排気量：1.968L
- 内径×行程：88.5×80.0(mm)
- 圧縮比：8.3
- 参考出力：130ps/6,000rpm
- 参考トルク：16.5kg・m/4,800rpm
- 搭載車種（車両型式）
  - 初代カリーナ（RA17）
  - 5代目コロナ2000GT（RT104）(RT122)
  - 2代目カリーナ、セリカ（RA40）

#### 18R-GEU
- 種類：DOHC 8バルブ EFI 触媒
- 排気量：1.968L
- 内径×行程：88.5×80.0(mm)
- 圧縮比：8.3
- 参考出力：135ps/5,800rpm
- 参考トルク：17.5kg・m/4,800rpm
- 搭載車種（車両型式）
  - 2代目セリカ、カリーナ2000GT
  - 6代目コロナ2000GT（RT132）
  - 初代セリカカムリ2000GT（RA55）
  - 3代目カリーナ2000GT（RA63）
  - 7代目コロナ2000GT（RT141）
  - 4代目マークII2000GT（RX63）

#### 18R-J
- 種類：SOHC 8バルブ シングルキャブレター
- 排気量：1.968L
- 内径×行程：88.5×80.0(mm)
- 搭載車種（車両型式）
  - ハイラックス4WDピックアップ(RN36)

### 19R
ホンダ「CVCC（複合渦流調整燃焼方式）」の技術供与により開発されたエンジン
- 種類：SOHC 8バルブ シングルキャブレター TTC-V（トヨタ複合渦流方式）
- 排気量：1.968L
- 内径×行程：88.5×80.0(mm)
- 参考出力：80ps
- 搭載車種（車両型式）
  - 初代カリーナ（RA13）
  - 5代目コロナ2000DX（RT103）
  - 5代目コロナ（RT123）
  - 初代カリーナ（RA31）

### 20R
海外向け
- 種類：SOHC 8バルブ シングルキャブレター
- 排気量：2.189L
- 内径×行程：88.5×89.0(mm)
- 圧縮比：8.4
- 参考出力：71kW(96PS)/4,800rpm
- 参考トルク：163N・m(16.6kg-m)/2,800rpm
- 搭載車種（車両型式）
  - 3代目スタウト（RK110、海外向け）
  - セリカ (海外向け)

### 21R

#### 21R
- 種類：SOHC 8バルブ シングルキャブレター
- 排気量：1.972L
- 内径×行程：84.0×89.0(mm)
- 参考出力：74kW/5,000rpm
- 参考トルク：154N・m/4,000rpm
- 搭載車種（車両型式）
  - クレシーダ（RX70系）

#### 21R-U
- 種類：SOHC 8バルブ シングルキャブレター 触媒
- 排気量：1.972L
- 参考出力：105ps/5,200rpm
- 参考トルク：16.5kg・m/3,600rpm
- 搭載車種（車両型式）
  - 2代目セリカ
  - 2代目カリーナ
  - 6代目コロナ（RT133）
  - 初代セリカカムリ2000SE（RA56）
  - 3代目マークII / 初代チェイサー（RX40）※後期のみ
  - 4代目マークII / 2代目チェイサー（RX60）※前期のみ

### 22R

#### 22R
- 生産期間
  - 1972年 - 1994年
- 種類：SOHC 8バルブ シングルキャブレター 触媒
- 排気量：2.366L
- 内径×行程：92.0×89.0(mm)
- 圧縮比：9.0
- スペック：115ps(85kW)5,100rpm　19.0kg・m(186N・m)3,200rpm
- 搭載車種（車両型式）
  - セリカ（RA20、30系）
  - クレシーダ（一般国輸出仕様RX70、80系）
  - コロナ（対米輸出仕様RT135）
  - コースター（RB10系、RU18、19、RB20系）
  - ランドクルーザーII、バンデラ（RJ70系）
  - ハイラックス（RN50、60系、RN70）
  - 4ランナー（RN60系）

#### 22R-E
- 種類：SOHC 8バルブ EFI 触媒
- 排気量：2.366L
- 内径×行程：92.0×89.0(mm)
- 圧縮比：9.0
- 参考出力：77kW(105PS)/4,800rpm
- 参考トルク：186Nm(19.0kg-m)/2,800rpm
- 搭載車種（車両型式）
  - セリカ（対米輸出仕様RA65L）
  - ランドクルーザーII、バンデラ（RJ70系）
  - ハイラックス（RN50、60系、RN70 ）
  - 4ランナー（RN60系）
  - ハイエース（RH60系）

#### 22R-TE
- 種類：SOHC 8バルブ EFI 触媒
- 排気量：2.366L ターボチャージャー付き
- 内径×行程：92.0×89.0(mm)
- 圧縮比：7.5
- 参考出力：99kW(135PS)/4,800rpm
- 参考トルク：234Nm(23.8kg-m)/2,800rpm
- 搭載車種（車両型式）
  - 4ランナー（RN60系）